# Hertlingshausen
Hertlingshausen ist ein Ortsteil der Gemeinde Carlsberg im rheinland-pfälzischen Landkreis Bad Dürkheim.

## Geographische Lage
Der Ortsteil liegt auf etwa 300 m Höhe im nordöstlichen Pfälzerwald. Er wird vom Eckbach durchflossen, der im westlichen Gemarkungsteil Kleinfrankreich entspringt. Da die Gemeinde Carlsberg eine Streusiedlung bildet, ist eine räumliche Trennung zwischen dem Kernort Carlsberg und Hertlingshausen nicht möglich, obwohl die Gemarkungsgrenzen von Hertlingshausen bis heute Bestand haben. 

## Geschichte

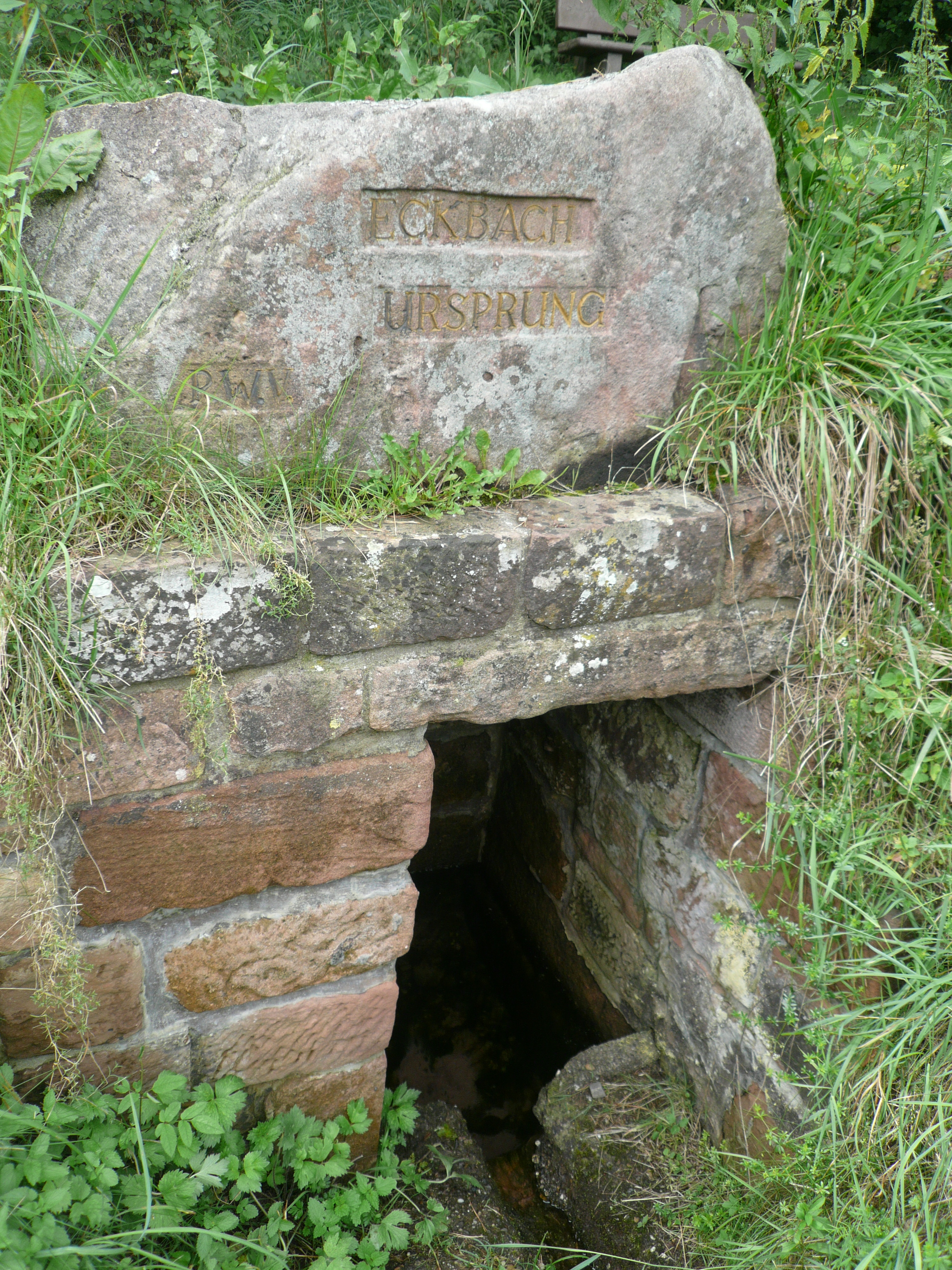
Eckbachursprung mit Ritterstein
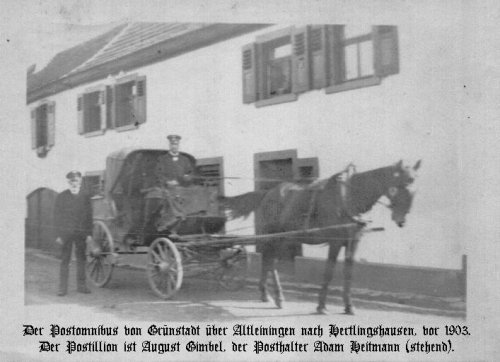
Postkutsche in Hertlingshausen, 1903

Keimzelle des Ortes war das um 1160 von Leininger Grafen gegründete Augustinerinnen-Kloster Hertlingshausen. Anfangs von einem Prior des Klosters Höningen verwaltet, wurde es etwa ab 1240  als eigenständiges Kloster geleitet. Um 1430 wurde das Kloster von einer Gemeinschaft des Heilig-Geist-Ordens übernommen. Das Kloster wurde 1521 aufgehoben.
Die erste urkundliche Erwähnung der Siedlung fand im Jahr 1212 als Hertingeshusen statt. Damals lebten fünf Einwohner (Familien) im Ort, der bereits als Dorf galt, da statt des Klosters eine Pfarrei errichtet wurde.
Im Zuge der rheinland-pfälzischen Verwaltungsreform 1969 wurde Hertlingshausen nach Carlsberg eingemeindet und wechselte gleichzeitig in den neu geschaffenen Landkreis Bad Dürkheim. Das bisherige Wappen von Hertlingshausen wurde zum neuen Wappen der Gemeinde Carlsberg. 

## Sehenswürdigkeiten und Kultur

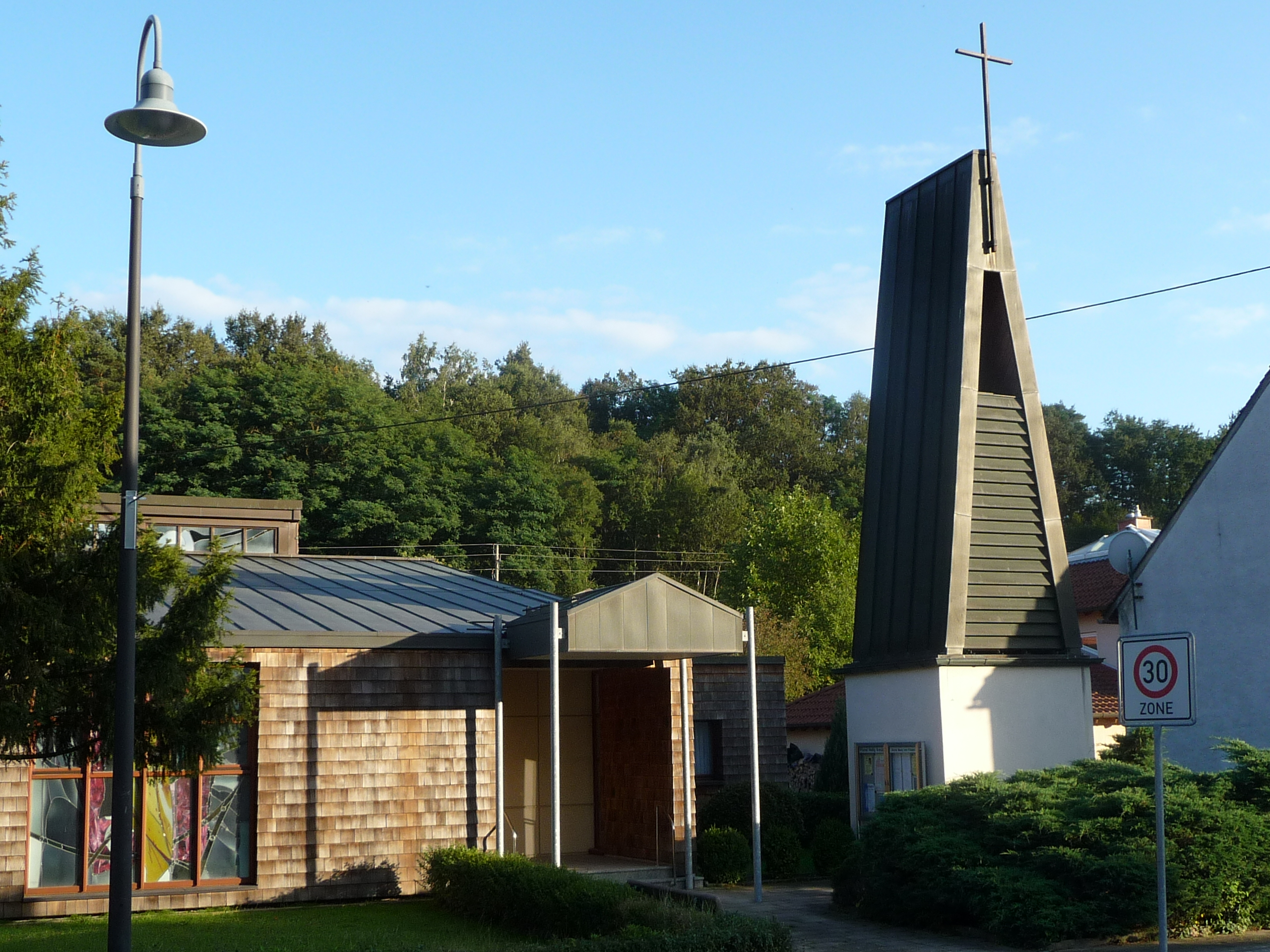
Katholische Kirche
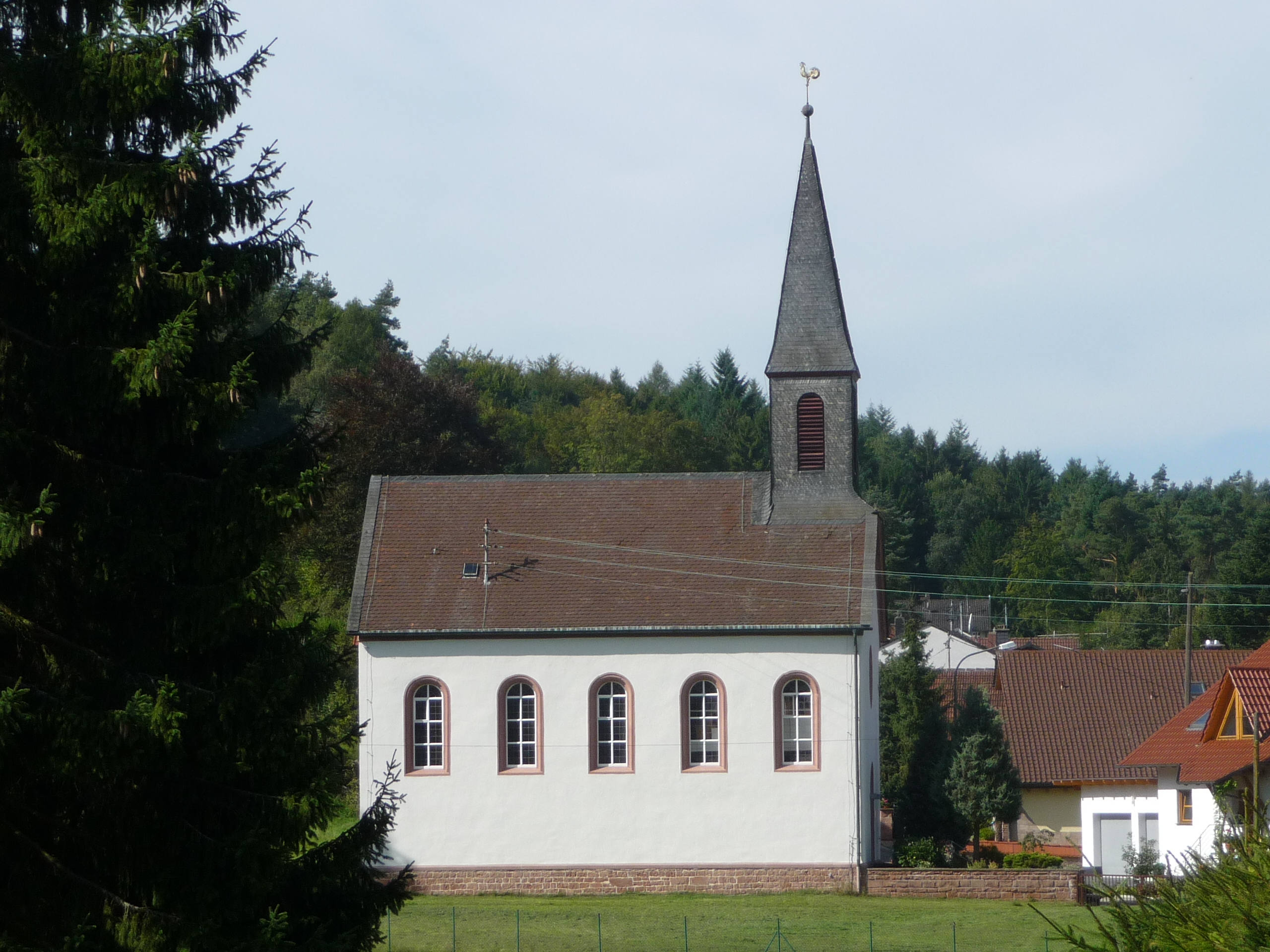
Protestantische Kirche
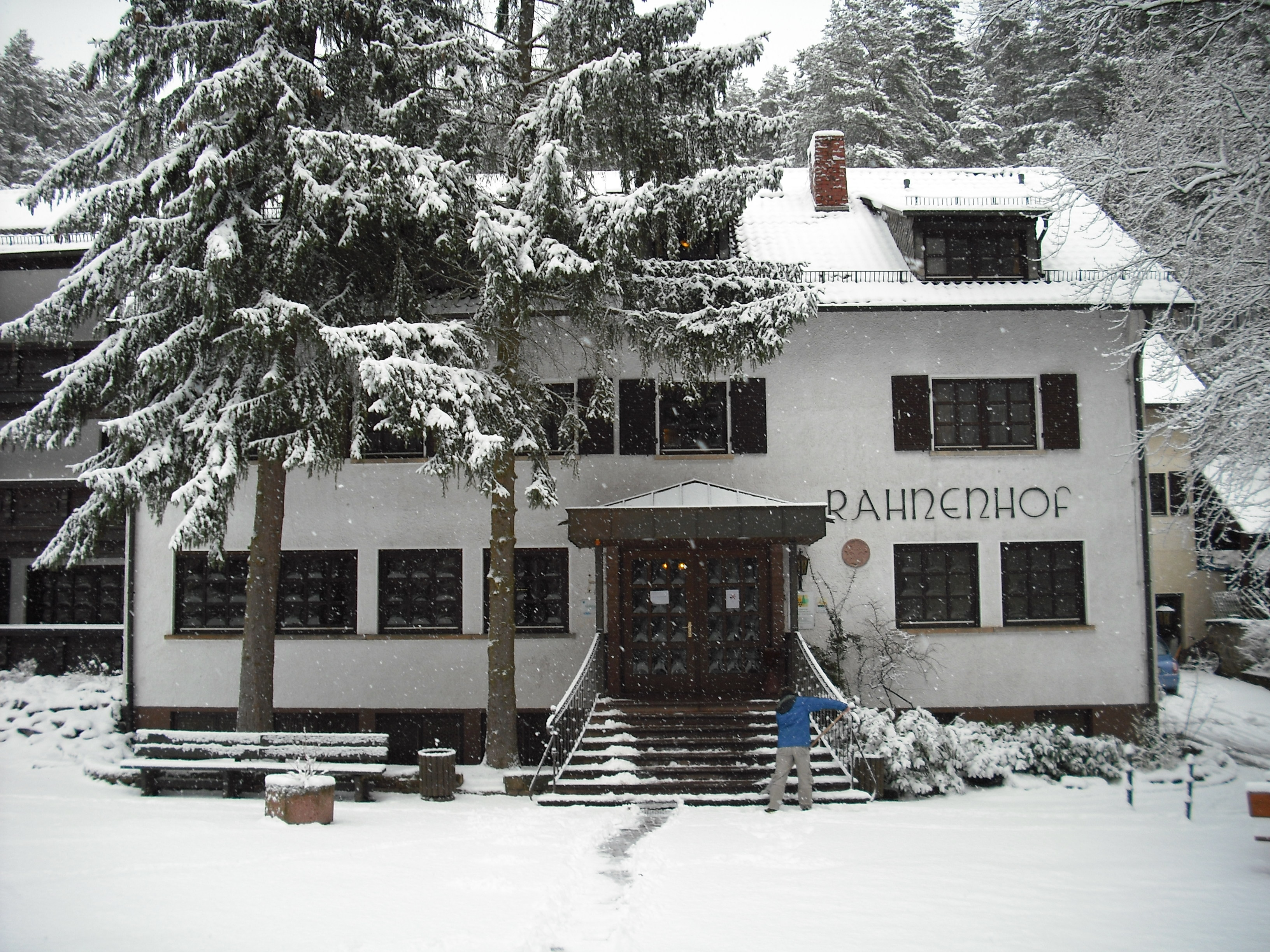
Naturfreundehaus Rahnenhof
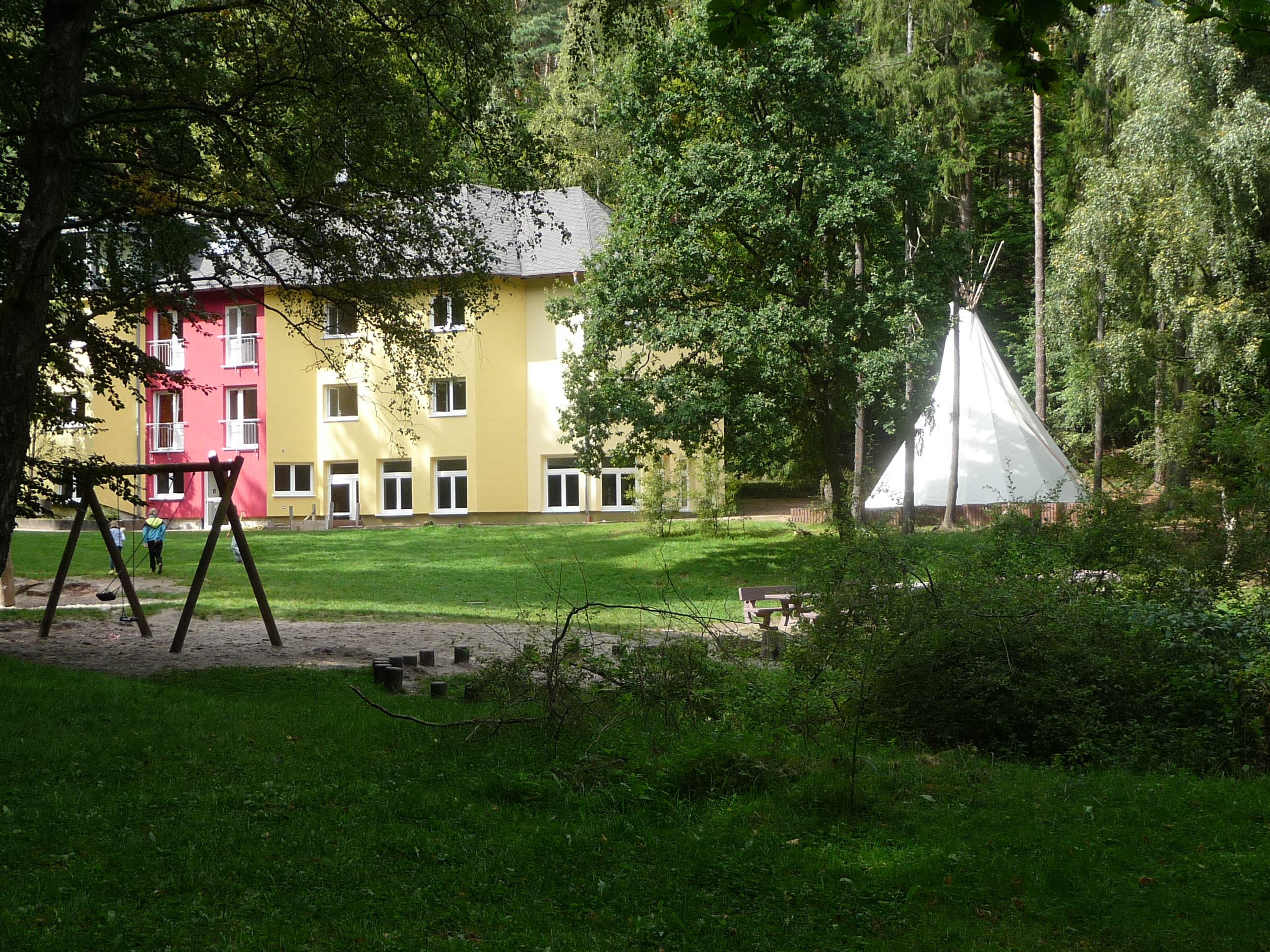
Schullandheim der Stadt Frankenthal

## Wirtschaft und Infrastruktur
Der örtliche Sportverein TuS Hertlingshausen 1904 hat den Fußballbetrieb eingestellt und bietet weiter Breitensport wie Turnen, Bogensport und Gardetanz an. Das westlich etwas außerhalb des Ortes im Wald am Ostfuß des 388,7 m hohen Schorlenbergs gelegene Naturfreundehaus Rahnenhof sowie das benachbarte Schullandheim der Stadt Frankenthal sind überregional vor allem als Veranstaltungsorte für Schulfreizeiten bekannt.